# باتريشيا إليوت
باتريشيا إليوت (بالإنجليزية: Patricia Elliott)‏ هي ممثلة أمريكية، ولدت في 21 يوليو 1942 في غونيسون في الولايات المتحدة، وتوفيت في 20 ديسمبر 2015 في نيويورك في الولايات المتحدة بسبب سرطان. من الجوائز التي نالتها جائزة المسرح العالمي سنة 1973.

## جوائز وترشيحات
جوائز
- جائزة المسرح العالمي (1973)

ترشيحات
- جائزة توني لأفضل ممثلة بارزة في مسرحية [الإنجليزية]‏ (1977)

## وصلات خارجية
- باتريشيا إليوت على موقع IMDb (الإنجليزية)
- باتريشيا إليوت على موقع ميوزك برينز (الإنجليزية)
- باتريشيا إليوت على موقع قاعدة بيانات برودواي على الإنترنت (الإنجليزية)
- باتريشيا إليوت على موقع قاعدة بيانات الفيلم (الإنجليزية)